# Sofrazlı, Akpınar
Sofrazlı là một xã thuộc huyện Akpınar, tỉnh Kırşehir, Thổ Nhĩ Kỳ. Dân số thời điểm năm 2010 là 157 người.